# Arcticotantulus pertzovi
Arcticotantulus pertzovi is een kreeftachtigensoort uit de familie van de Deoterthridae. De wetenschappelijke naam van de soort is voor het eerst geldig gepubliceerd in 2004 door Kornev, Tchesunov & Rybnikov.